# Psammon
Psammon (dal greco ψάμμος, sabbia) è la categoria ecologica costituita dall'insieme  degli organismi animali e vegetali (detti fauna e flora interstiziale) che vivono fra i granelli di sabbia e/o di ghiaia fine dei litorali di acque lacustri o marine, in particolare della battigia. È dubbio se possa definirsi un ecosistema, pur essendo presenti in esso un biotopo e una  biocenosi. Quest'ultima, però, non risulta del tutto definita sotto il profilo degli equilibri e degli scambi trofici.
Le specie rappresentative sono: per la fauna particolari gruppi di invertebrati, come i mistacocaridi; per la flora gruppi di alghe, quali le dinoficee, le cianoficee e le diatomee. Lo Psammon può definirsi l'interfaccia fra la vita terrestre e quella acquatica. Sotto il profilo fito-ecologico funzionale  esso prepara le condizioni pedologiche per le prime forme vegetali presenti sulle spiagge o sulle dune: le psammofite e le erbacee alòfile pioniere.
Secondo un paradigma strettamente biologico lo Psammon fa parte della serie ecologica costituita dal Plancton, dal Necton e dal Benthos. (Pasquale Pasquini)